# Harmothoe balboensis
Harmothoe balboensis är en ringmaskart som beskrevs av Monro 1928. Harmothoe balboensis ingår i släktet Harmothoe och familjen Polynoidae. Inga underarter finns listade i Catalogue of Life.